# 어둠의 자식들
어둠의 자식들은 이장호 감독의 1981년작 영화이다.

## 줄거리
윤락녀 영애는 딸 하나를 병으로 잃고 난 뒤 돈밖에 모르는 악착같은 여자가 되어버린다. 같은 창녀인 강원도 아줌마가 아기를 낳고 죽게 되자 영애는 그 아기를 맡아 기르기로 결심한다. 죽은 아이를 잊지 못하는 그녀는 태어난 순간부터 천애의 고아가 된 이 아기를 자기 딸처럼 키우며 죽은 딸에 대한 한과 그리움을 대신하여 아기의 양육에 온갖 정성을 쏟는데...

## 출연
- 나영희
- 안성기
- 김희라
- 이대근
- 박원숙
- 기주봉
- 김일우

## 제작
- 감독 이장호
- 원작 황석영
- 기획 황기성